# ВМ-80
ВМ-80 je кинески вишецевни бацач ракета калибра 273 mm. Цели систем као своју основу користи камион Таин ТАС-5380, он поседује два лансера од којих сваки поседује по четири лансирне цеви за ракете калибра 273 mm. Сами лансери се могу окретати хоризонтално и вертикално.
Сам систем је намењен извозном тржишту те није коришћен у Кини због напреднијег ракетног лансера А-100.

## Ракете
Ракете које користи ВМ-80 су развијене у три верзије:
- ракета с парчадном бојевом главом тежине до 150 kg која је пуњена РДX или ТНТ експлозивом. Њена активација се вршипомоћу МД-23А упаљача или ВЈ-6А ударником осигурача. Приликом експлозије њени гелери(парчад) се распршују у кругу од 70 метара.
- ракета с касетном бојевом главом која садржи 380 мањих бомбица. Свака од њих ствара убојиту моћ до даљине од седам метара те може да пробије челични оклоп дебљине 80 - 100 mm.
- ракета с аеросолном (термобаричком) бојевом главом која је смртоносна у радијусу од 25 метара.

Код модела ВМ-80 ракетесу дужине 4,58 m, са погоном на чврсто гориво те може постићи брзину од 3,4 Маха. Тежина саме ракете је 5.050 kg а бојеве главе150 kg. Максимални домет ракете је 80 km уз одступање од макс. 2%.

## Верзије
- Тип 83 / ВM-40: првобитни модел с четири лансирне цеви који је испаљивао ракете макс. домета 40 km. Такође, за разлику од својих наседника, био је у кинеској војној служби(Тип 83). Верзија ВM-40 је понуђена страном тржишту.
- ВM-80: стандардна верзија с осам цеви са макс. дометом од 80 km.
- ВM-120: је последња верзија са уграђенимGPS системом навођења. Макс. домет ракете износи 120 km с вероватноћом грешке за 50 метара.[2]

## Корисници
- Јерменија: први страни купац којем су 1999. године продта четири ракетна система.[3]
- Јордан: 2010. је купљено 24 ракетна система ВМ-120 који су касније представљени на војној вежби јорданских оружаних снага.[4][5]
- Перу: набављен је непознат број ВM-120 система.[5]